# Leon Searcy
Leon Searcy (Washington, 21 dicembre 1969) è un ex giocatore di football americano statunitense che ha giocato nel ruolo di offensive tackle nella National Football League (NFL). Al college giocò a football a Miami

## Carriera
Whitfield fu scelto come 11º assoluto nel Draft NFL 1992 dai Pittsburgh Steelers. Prima scelta dell'era post-Chuck Noll, non scese mai in campo nella sua prima stagione. Iniziò a farlo nel 1993 come tackle sinistro e nel 1995 raggiunse con la squadra il Super Bowl XXX, perso contro i Dallas Cowboys. Nel 1996 passò come free agent ai Jacksonville Jaguars, con cui nel 1999 venne convocato per il suo primo Pro Bowl. Trascorse una stagione coi Baltimore Ravens nel 2001 prima di firmare con i Miami Dolphins nel 2002. Riuscì a guadagnarsi il posto come titolare ma terminò la stagione in lista infortunati, optando per il ritiro.

## Palmarès

### Franchigia
- American Football Conference Championship: 1

Pittsburgh Steelers: 1995

### Individuale
- Convocazioni al Pro Bowl: 1

1999

## Statistiche
| Partite totali | 126 |